# Маріїнський палац
Марії́нський пала́ц у Києві ― офіційна церемоніальна резиденція президента України. Зведений у 1750–1755 роках за зразком палацу, який проєктував Вартоломей Растреллі для Олексія Розумовського, фаворита та фактичного чоловіка імператриці Єлизавети Петрівни. Під час відвідування Києва 1744 року Єлизавета сама обрала для нього місце.
Назва «Маріїнський» закріпилася за палацом з 1950-х років, від Маріїнського парку навпроти, до цього палац мав назву Царський.
У незалежній Україні в Маріїнському палаці проходять урочисті державні події — нагородження, приймання, вручення вірчих грамот послами іноземних держав і зустрічі офіційних делегацій на найвищому рівні.
З 5 квітня 2022 року Біла зала Маріїнського палацу, в якій керівництво держави приймає глав іноземних держав, матиме назву Біла зала Героїв України й тут нагороджуватимуть тих, кому присвоєно звання Героя України.

## Історія
Спорудженням палацу керував Іван Мічурін. Йому допомагали відомі архітектори М. Васильєв, П. Нейолов, Ф. Нейолов, М. Сальников та інші.
Головний фасад Маріїнського палацу «дивиться» на Маріїнський парк, закладений у 1874 році в пейзажному стилі. Алеї цього парку — звивисті, наче «вписані» в ландшафт. З протилежного боку палацу — Міський (Царський) Сад, закладений 1748 року на основі старовинного виноградного саду (заснованого ще Петром I). Його стиль — переважно класичний регулярний: мережа прямих алей, що перехрещуються під прямими кутами.
Палацовий комплекс має сувору симетричну композицію. Головний двоповерховий корпус і одноповерхові бічні флігелі утворюють широке подвір'я-курндонер. Архітектура палацу вирішена у стилі бароко: чітке планування, виразне компонування об'ємів, багата пластика фасадів, що проявилася в пишних формах коринфського ордера, рустуванні стін, розкріпуванні карнизів, ажурному парапеті і ліпленні лиштви вікон. У фарбуванні палацу використані типові для українського бароко кольори: бірюзовий для стін, світло-жовтий для колон та карнизів, білий для ліплення і балюстрад. Все це надає споруді святкового й урочистого вигляду.
Протягом своєї багаторічної історії палац неодноразово реконструювався. Найзначнішу реконструкцію було здійснено у 1868–1870 роках після великої пожежі, що у 1819 році знищила дерев'яний другий поверх і всі парадні приміщення (упродовж 1830-х — 1860-х років нижній поверх палацу та флігелі були використані з комерційною метою закладом штучних мінеральних вод). При відновленні палацу надбудували цегляний поверх, фасади наситили новими пластичними деталями за мотивами творчості Растреллі, а інтер'єри переробили в формах класицизму з елементами бароко і ренесансу. Роботи проводились під керівництвом академіка архітектури Карла Маєвського за участю Олександра Шіле. Рік їхнього закінчення (1870) викарбуваний римськими цифрами у картуші на фасаді, зверненому в парк.
До Жовтневої революції палац був резиденцією царської родини. У період подорожі по Україні 1787 року тут разом зі своїм почтом зупинялась імператриця Катерина II. У палаці жили також військовий губернатор, полководець Михайло Кутузов і герой Франко-російської війни 1812 року Микола Раєвський.

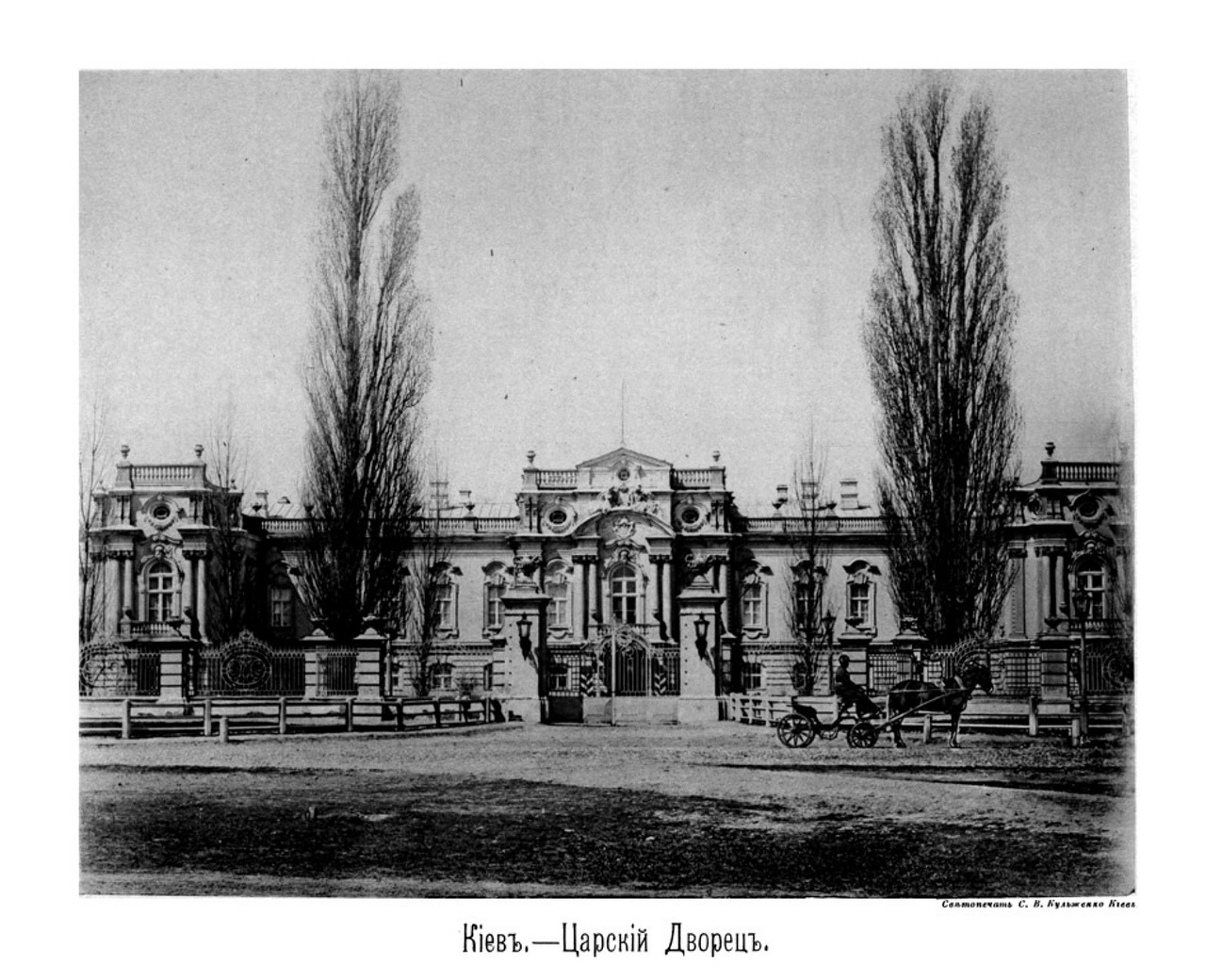
1888
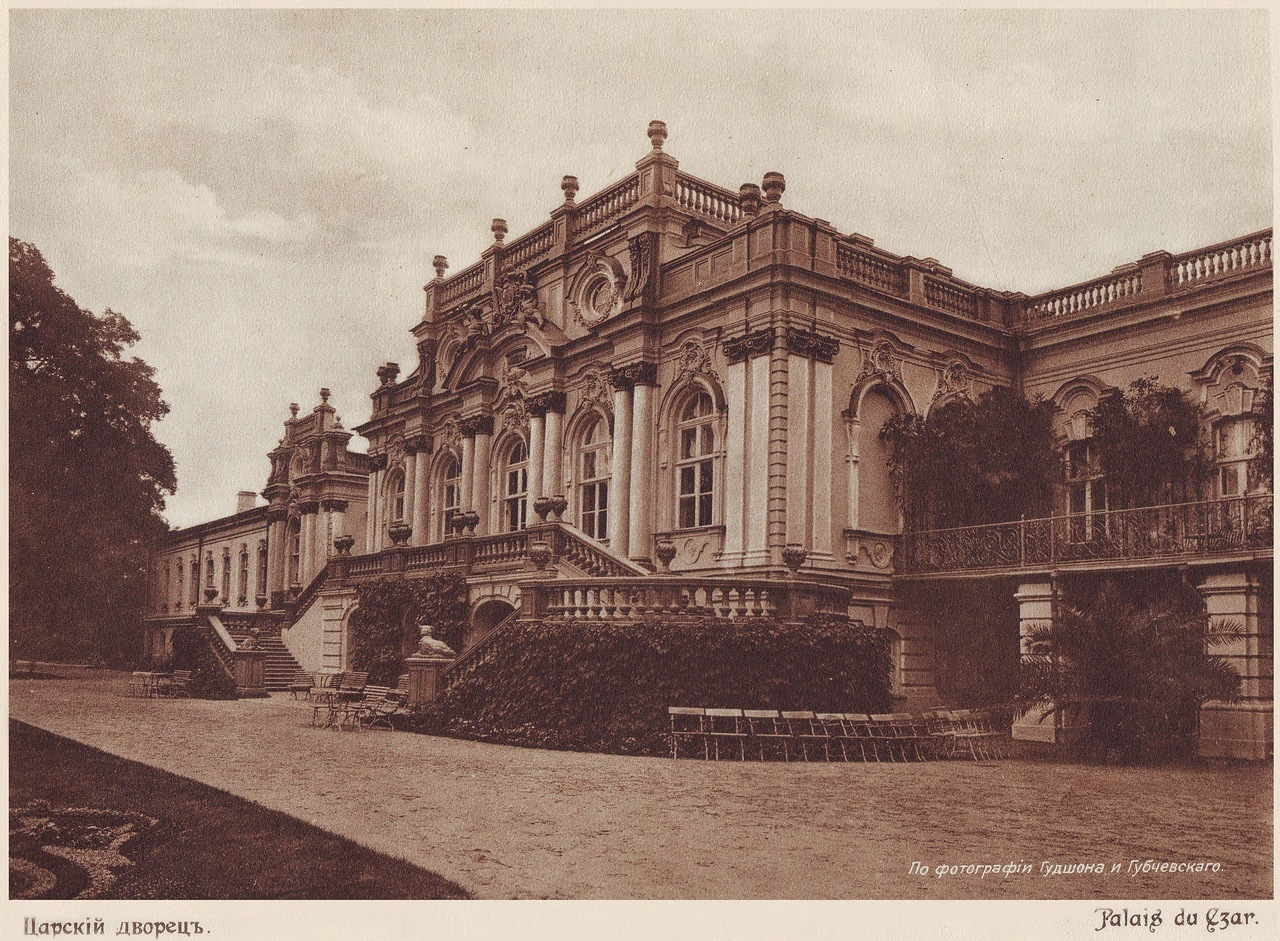
1911
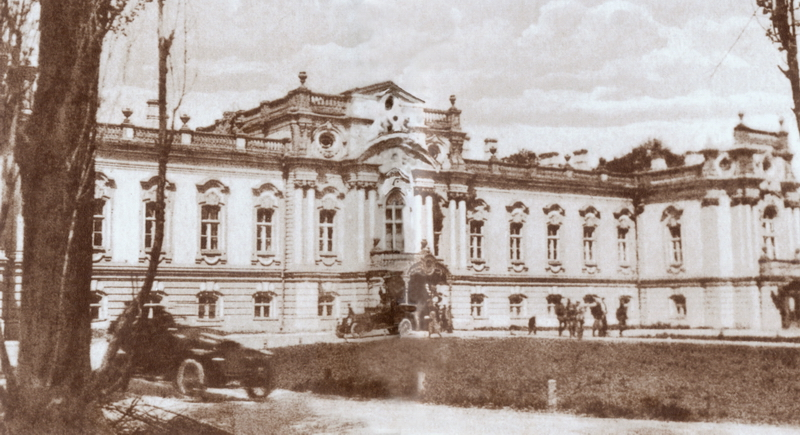
1918

Під час Першої світової війни з 1915 в палаці перебувала мати імператора Миколи II Марія Федорівна, яка керувала відправленням санітарних потягів та лікуванням поранених солдат. У палаці Марія Федорівна і дізналася про зречення Миколи II в 1917, після чого переїхала до Криму.
Палац дуже потерпав у період Німецько-радянської війни: бомба, що влучила в нього, зруйнувала центральну частину будівлі.
У 1945—1949 палац відбудували під керівництвом українського архітектора Павла Альошина, і відтоді він став місцем урочистих прийомів.
Тривалий час київський палац був відомий як Царський. Лише з 1950-х за ним закріпилася назва «Маріїнський», запозичена від Маріїнського парку, найменованого під час заснування на честь Марії Олександрівни, дружини Олександра II. Саме вона в 1874 виділила 22 000 карбованців сріблом на закладення парку.

### Реставрація 1980-х
У 1979–1982 після ретельних дослідницьких робіт палац реставровано переважно у формах архітектури кінця XIX століття. Упорядкування терену виконано на основі креслення, схваленого свого часу Бартоломео Растреллі. Форма фонтанів, малюнок зелених насаджень мають традиційний для XVIII століття характер. Водограї прикрашено парними скульптурними композиціями — копіями скульптур середини XVIII століття, які зберігаються у музеях країни. З вестибюля палацу на другий поверх, де розташовані парадні зали, ведуть мармурові сходи. Темно-червоний килим, що устеляє їх, підкреслює атмосферу особливої урочистості.

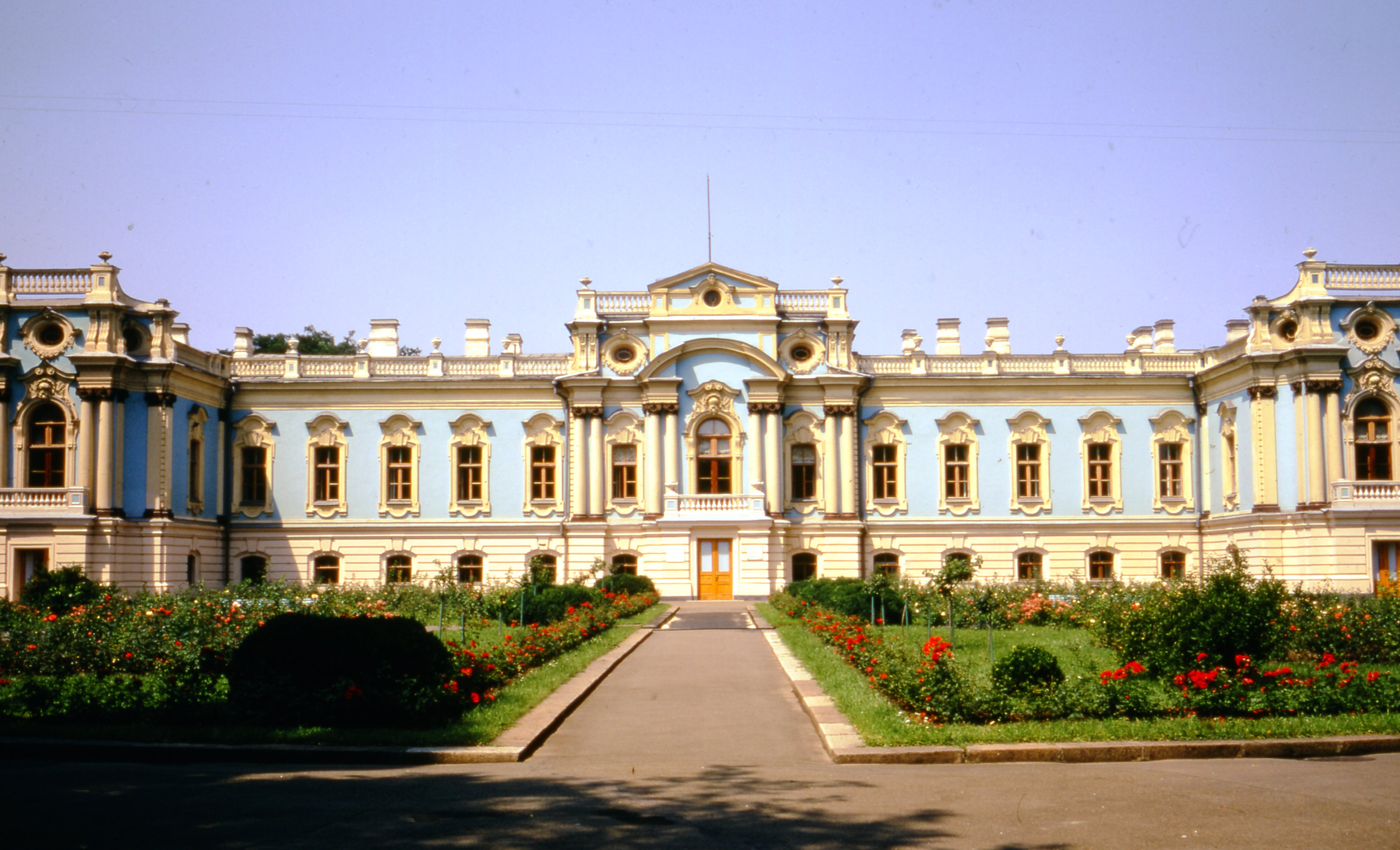
1972 рік
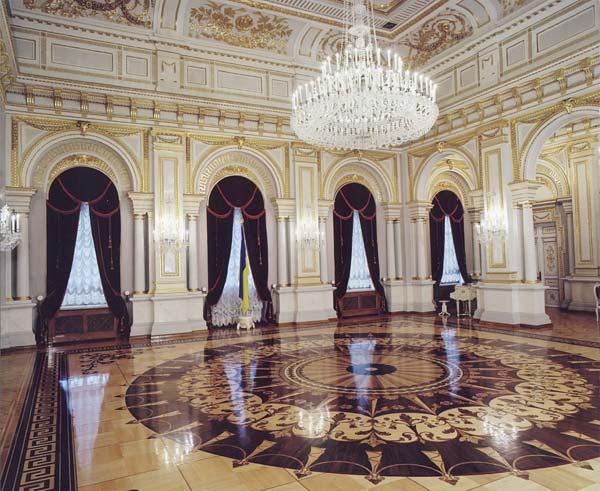
Білий зал

У центральній частині палацу міститься великий Білий зал, поєднаний з вестибюлем високими арочними прорізами. З двох боків до нього примикають Зелена вітальня та Бенкетний зал. Центральну частину будівлі, що звернена на парадний двір, пронизує анфілада невеликих затишних залів.
Інтер'єри кожного приміщення Маріїнського палацу мають свій неповторний вигляд, створюваний цілим комплексом засобів художньої виразності, серед яких особлива роль належить колірному вирішенню. Колорит Білого та Бенкетного залів, Зеленої та Блакитної віталень побудований на домінантній ролі одного кольору. Решта приміщень вирішена у складних і несподіваних поєднаннях кольорів.
Один із залів — Зал бароко — реставратори відновили у характерних для інтер'єрів Растреллі формах. Обрамований вигадливими позолоченими орнаментами штучний мармур у поєднанні зі світло-коричневими площинами стін, орнаменти карниза й облямування дверних прорізів, щедро оздоблений камін з великим дзеркалом над ним створюють враження вишуканості.
Важливими елементами художнього оформлення палацу є предмети декоративно-прикладного мистецтва, що належать переважно до другої половини XIX століття, а також меблі і люстри (старовинні й виконані сучасними майстрами в дусі XVIII—XIX століть), картини відомих майстрів живопису, створені як у минулому, так і в наш час. У деяких залах збереглися невеликі фрагменти настінного живопису, виконаного художником К. Алліауді в 2-й половині XIX століття, і реставровані у 1982 році.
Чудова паркетна підлога палацу створена під час останньої реставрації. Складена з цінних порід дерева, вона вражає красою малюнка і досконалою майстерністю виконання.

### Реставрація 2000-х
У червні 2007 розпочалася реконструкція палацу, яку сподівалися завершити до 2011, проте станом на 2017 рік вона ще тривала. Об'єкт був готовий приблизно на 43 %.
Станом на 1 січня 2017 вартість виконаних робіт становила 468 276,8 тис. гривень. Введення в експлуатацію Маріїнського палацу планувалося у 2019.
16 січня 2018, ввечері, після кількарічного ремонту та реконструкції палац було відкрито. У ньому відбувся офіційна щорічна дипломатична зустріч Президента України Петра Порошенка, за участі голів дипломатичних представництв іноземних держав та міжнародних організацій, акредитованих в Україні.

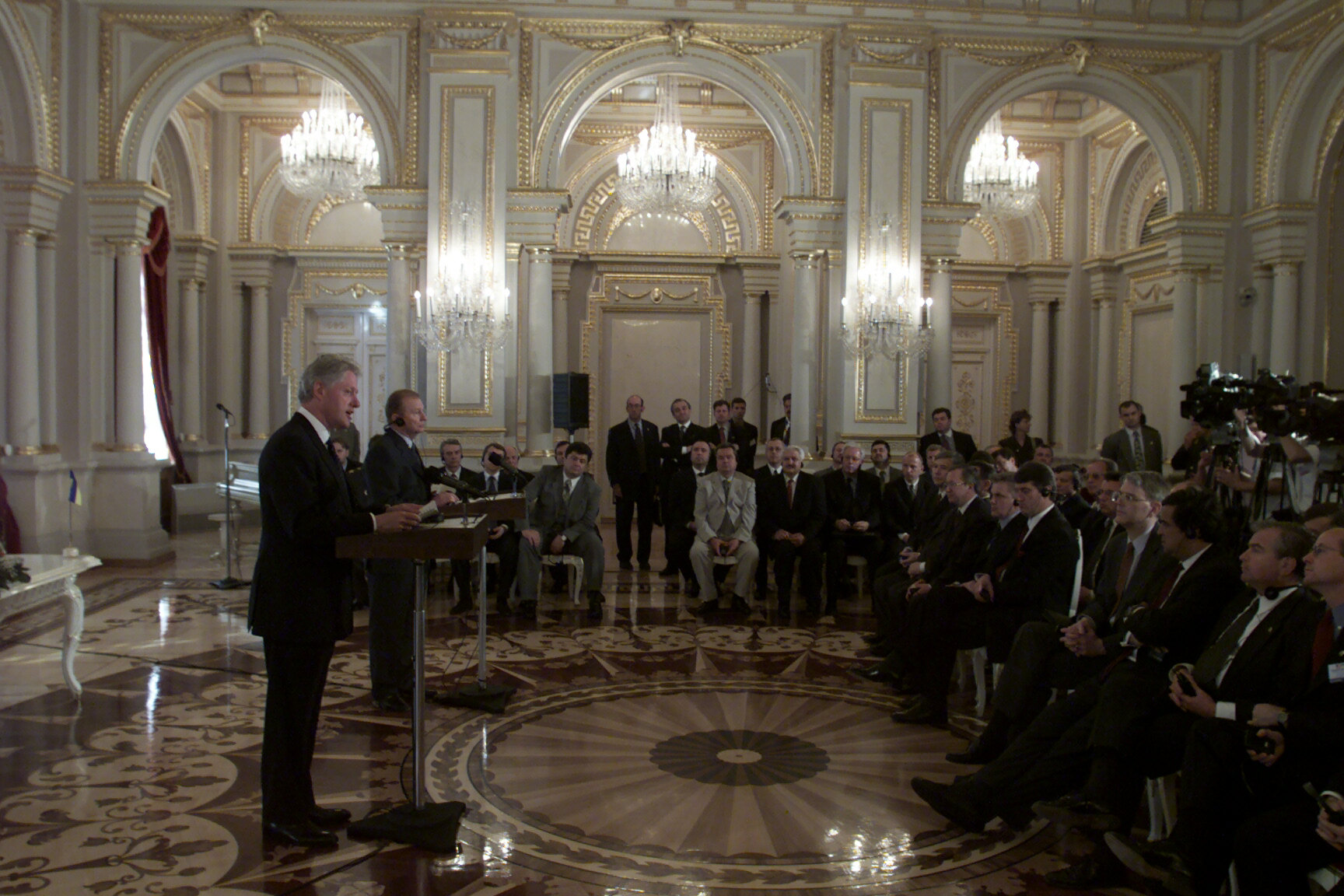
Президент Леонід Кучма розмовляє з президентом США Білом Клінтоном. 5 червня 2000
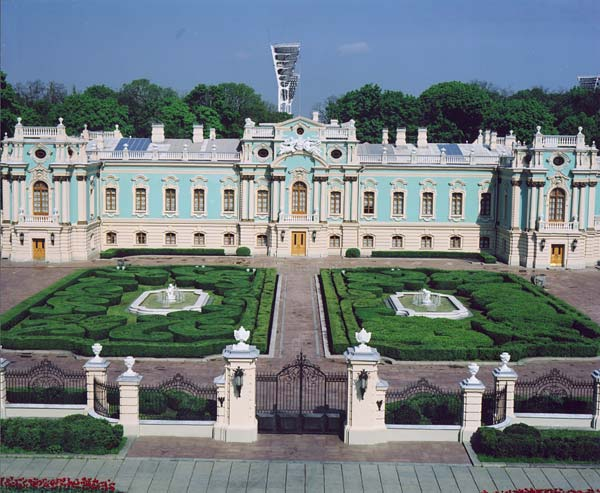
2005
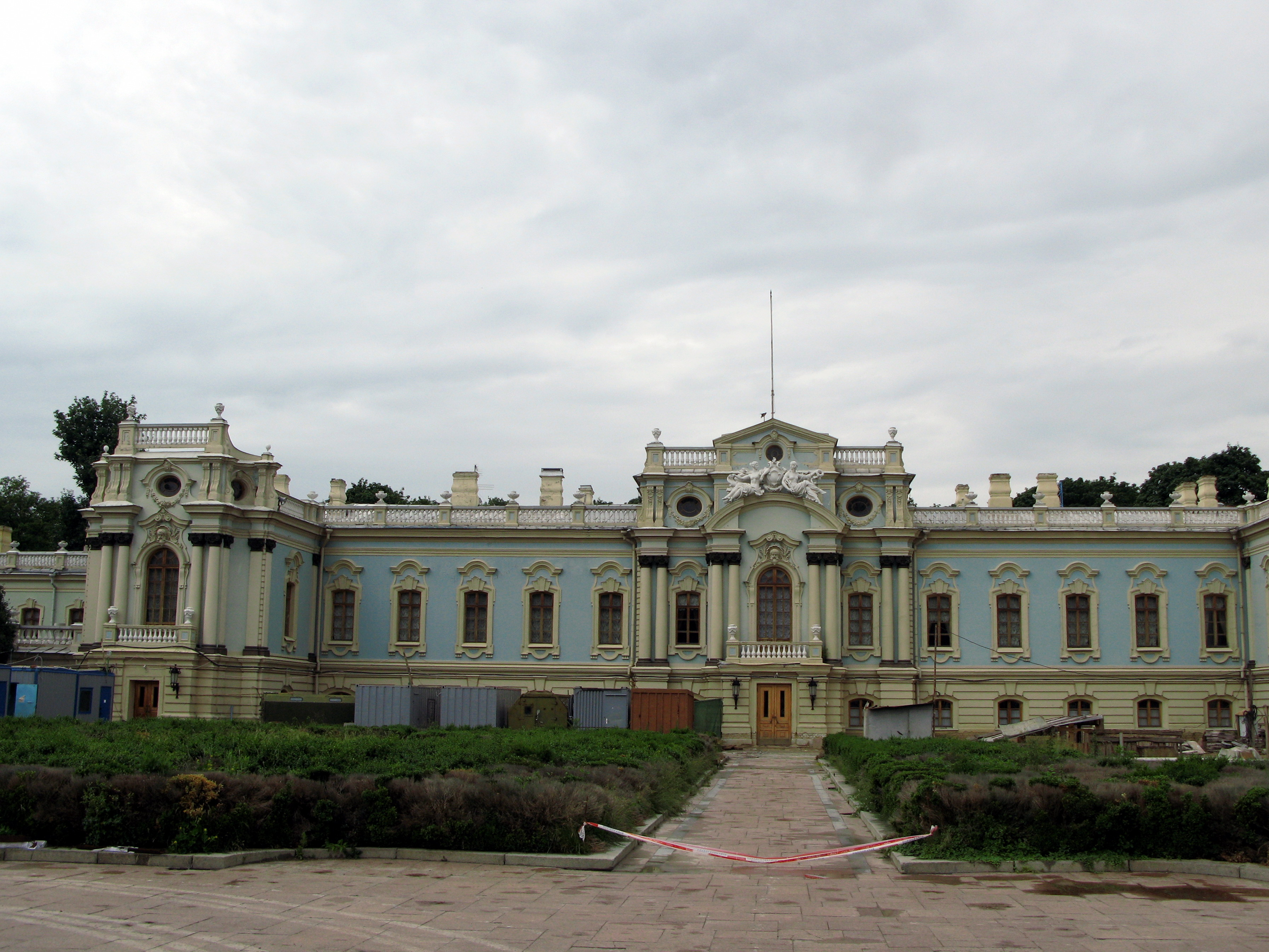
2008
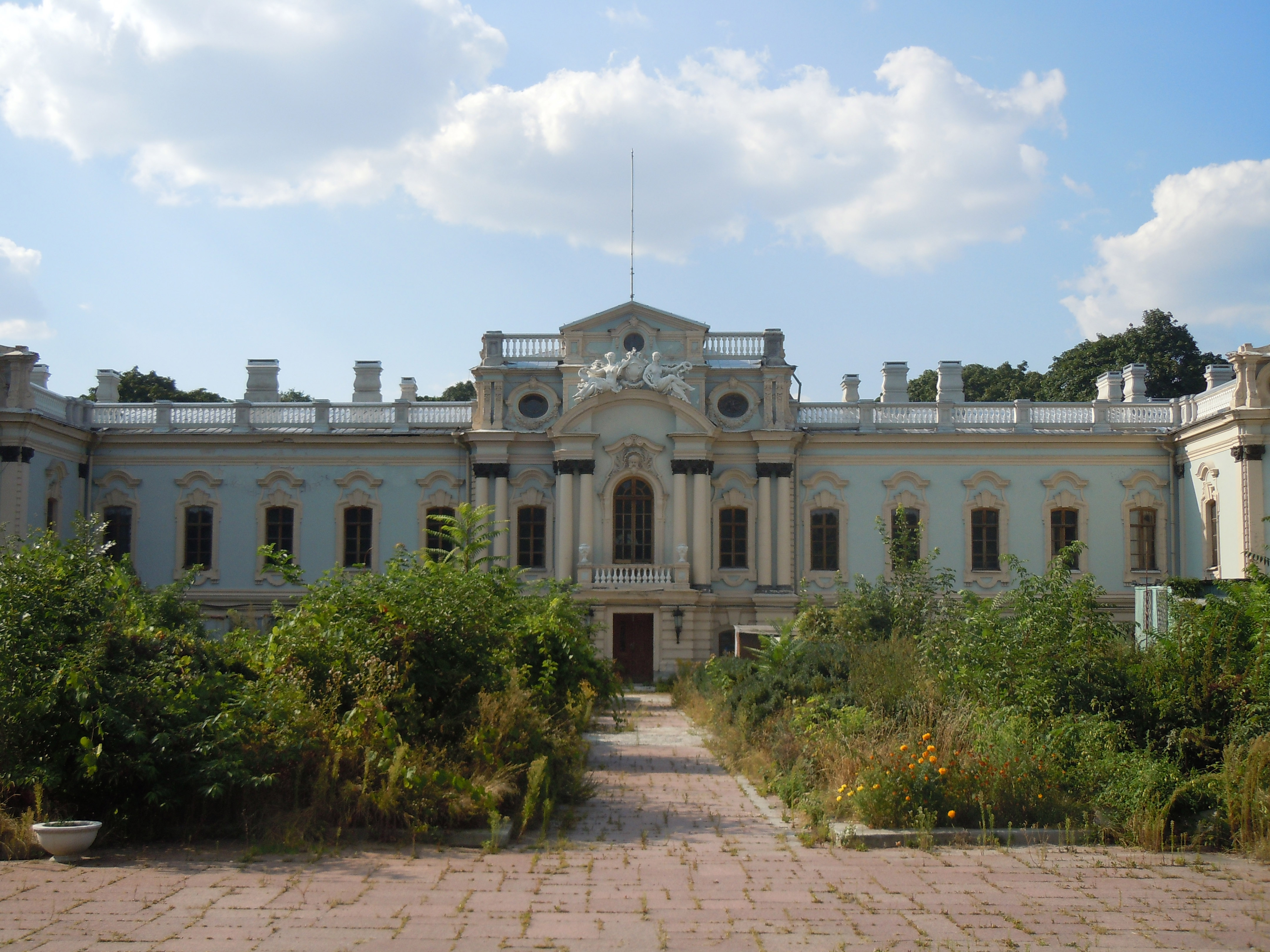
2014
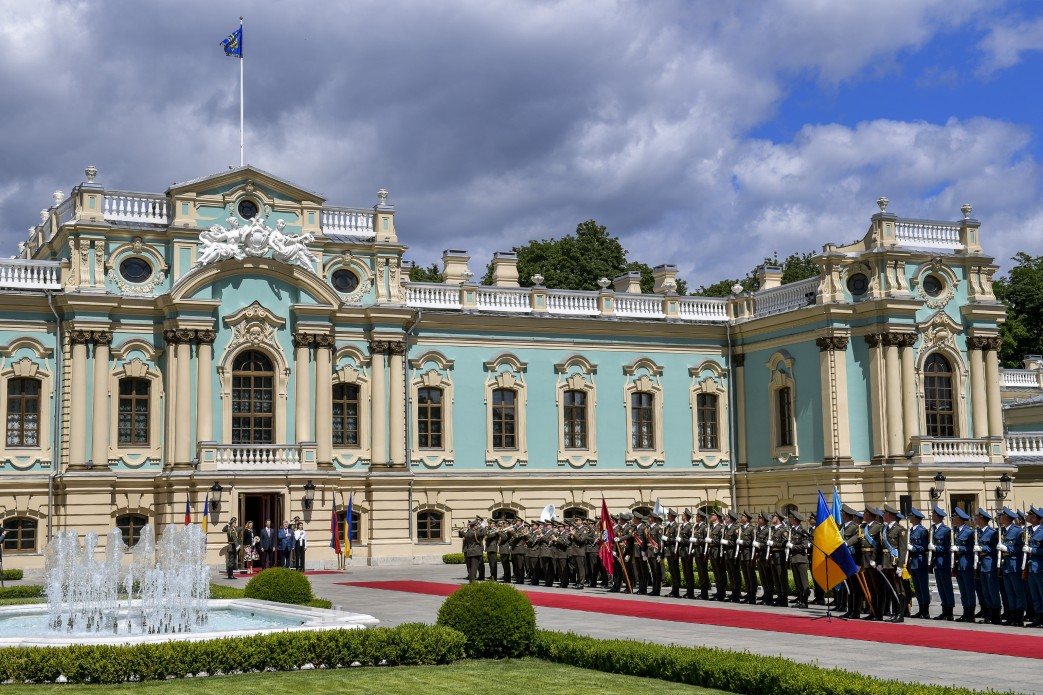
Відвідини Ніколауса Ліхтенштейнського. Червень 2018.
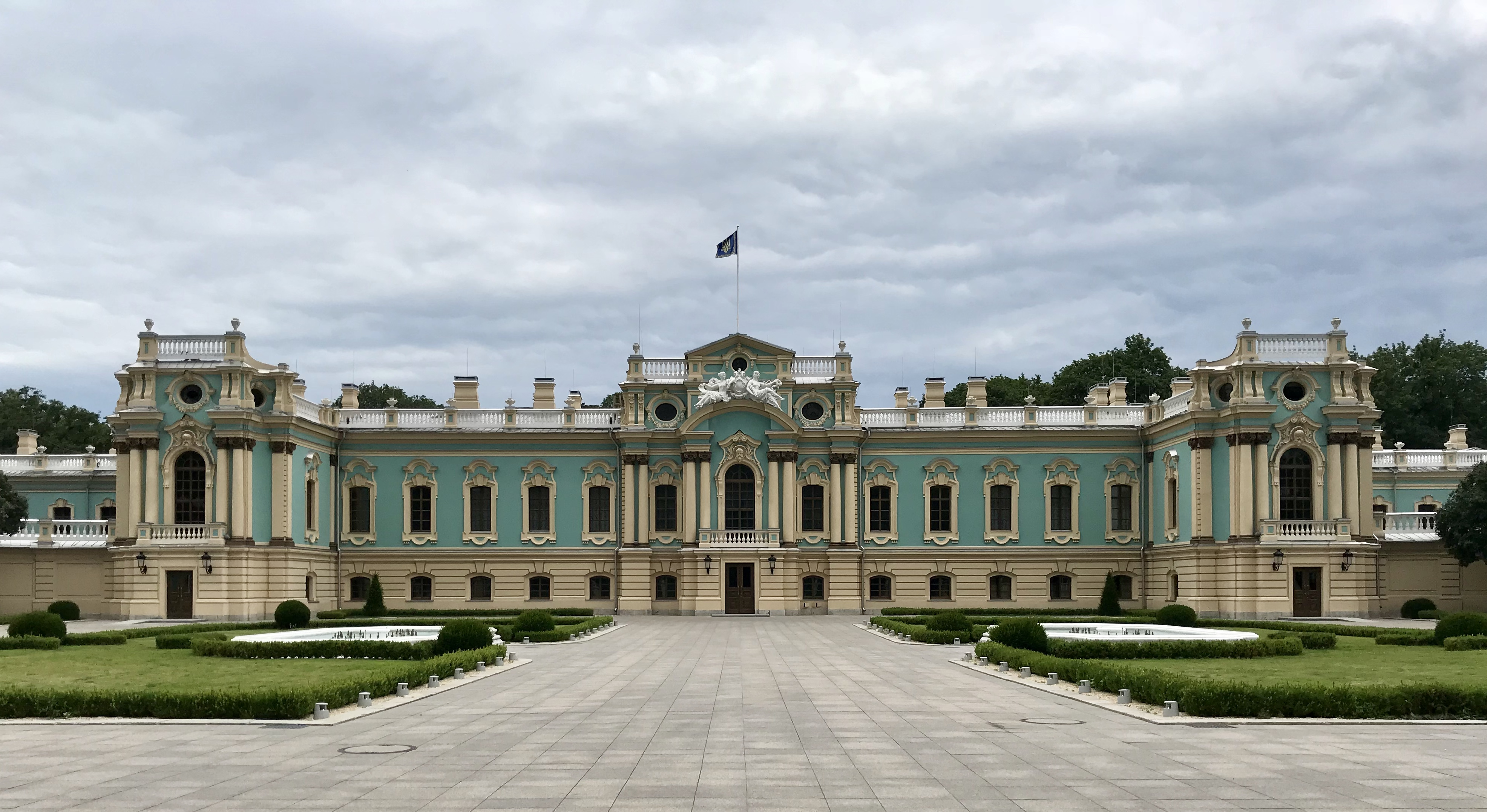
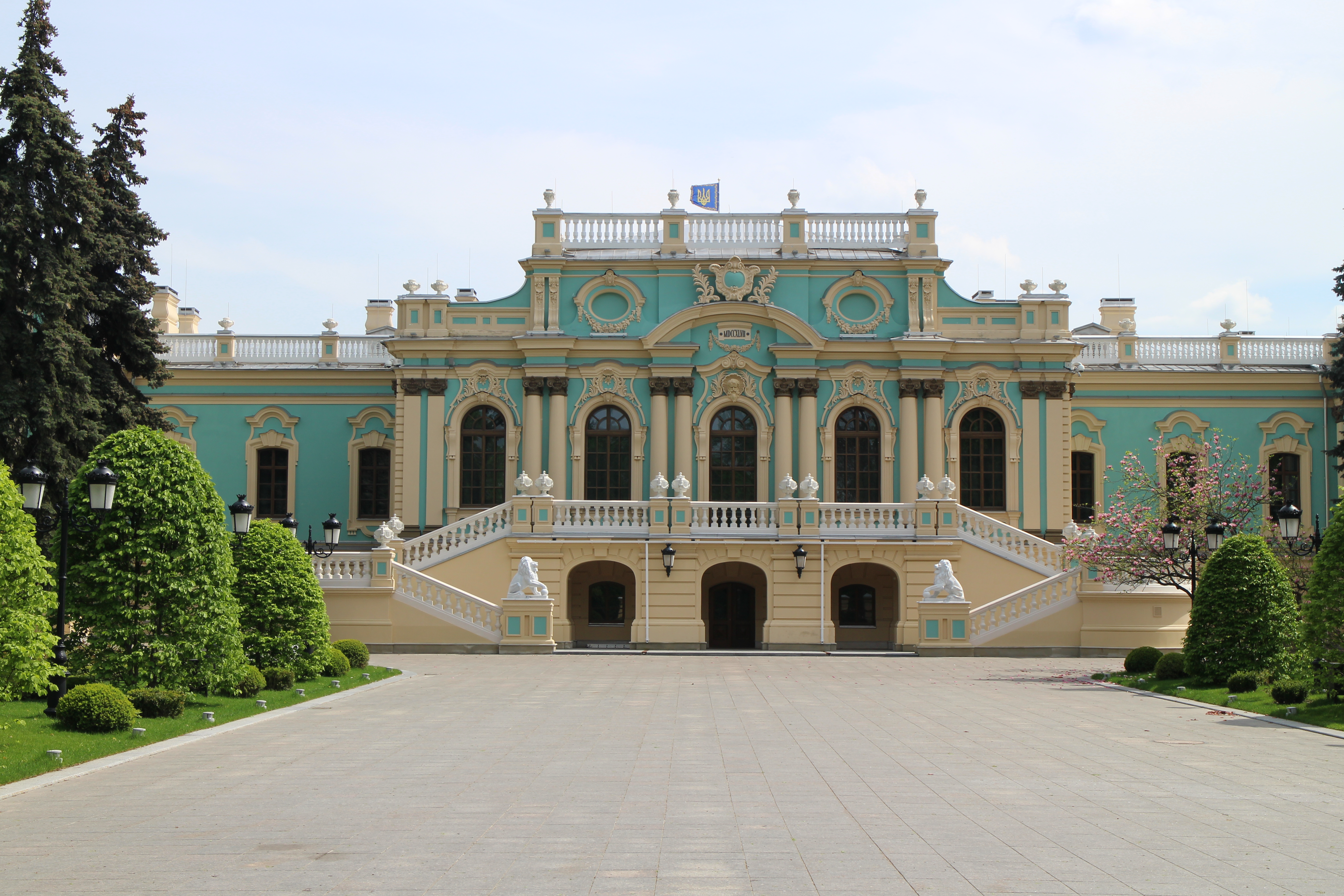
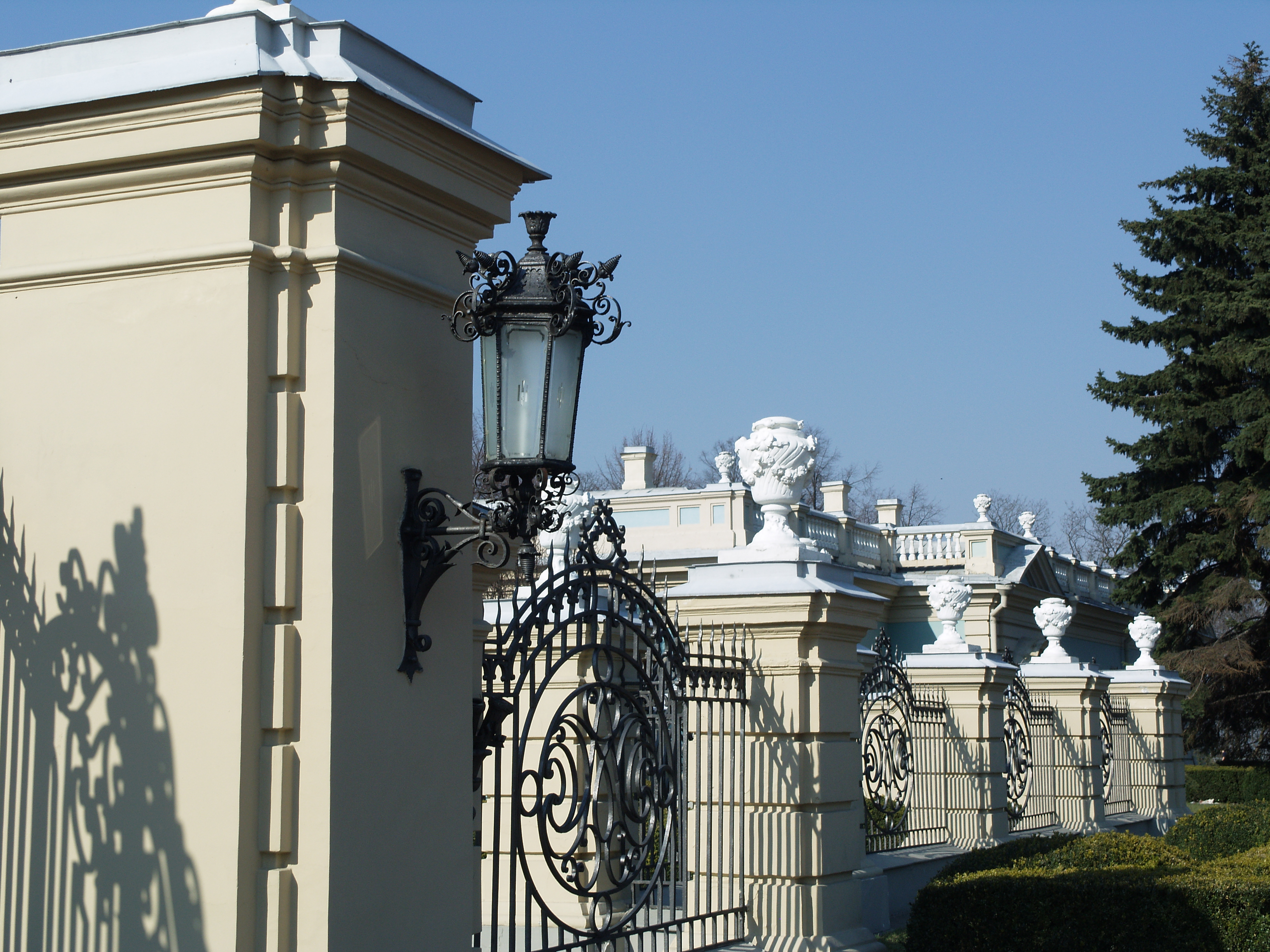
Огорожа

## Цікаві факти

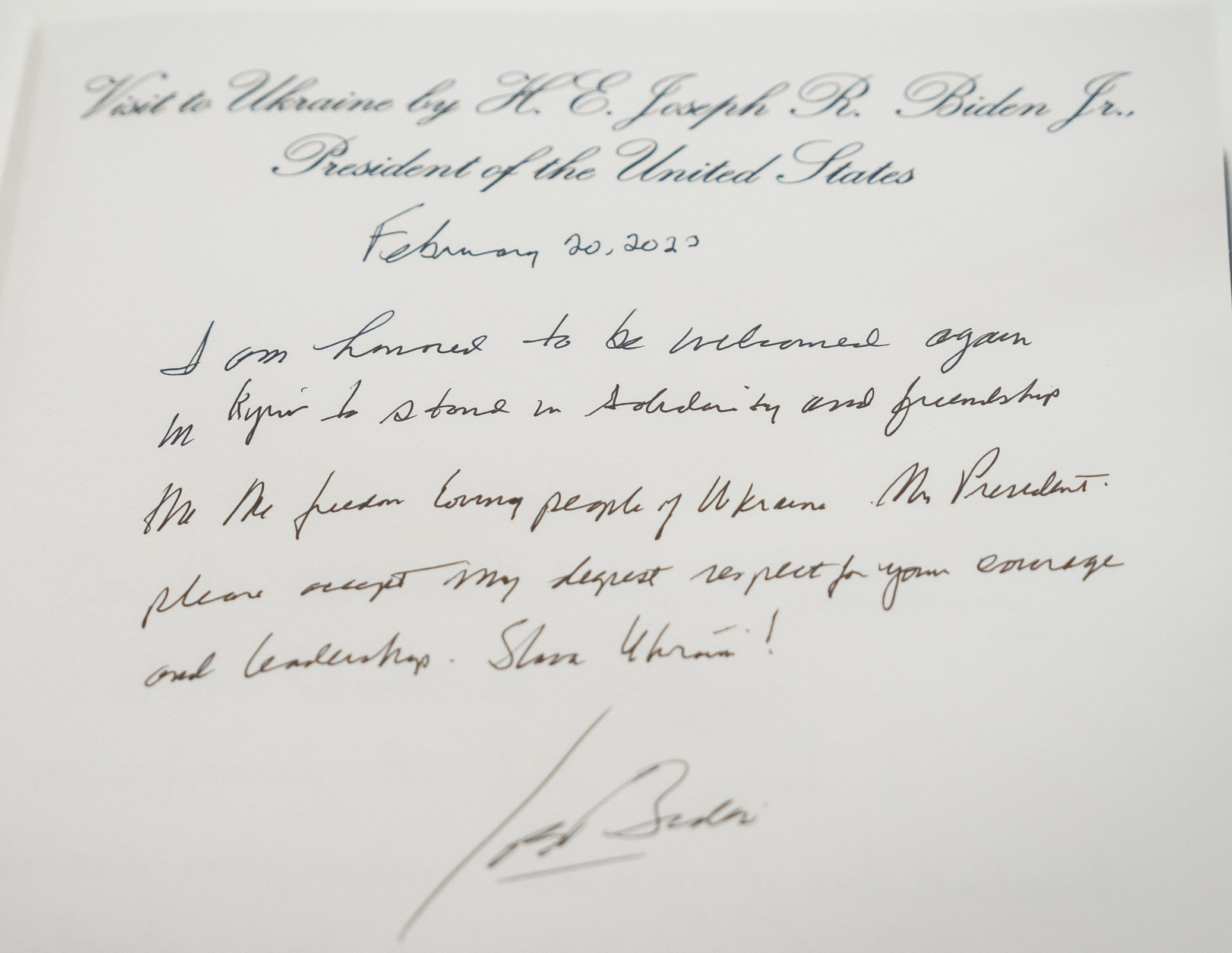
Пам'ятний напис залишений Джо Байденом у гостьовій книзі Маріїнського палацу. 20.02.2023 «У записі Байден написав що він радий через те, що повернувся до Києва та висловив свою солідарність з українським народом.»

- 14 лютого 1787 року Катерина II приймала у Києві в Царському палаці венесуельського політичного діяча Франсіско Міранду, майбутнього визволителя Південноамериканського континенту від іспанського панування[7].
- 1889 — У Міському саду міста Києва при Маріїнському палаці Д. Моррис ідентифікував новий в ботаніці вид Кокаїнового куща — Erythroxylum novogranatense[8], так звана Колумбійська або Трухільська кока[9].
- Окремі сцени, зняті на тлі південного фасаду Маріїнського палацу, є в художньому кінофільмі «Дні Турбіних» (1976, режисер В. Басов), де його подано як резиденцію гетьмана (насправді резиденція П. Скоропадського містилася в палаці генерал-губернатора, що відображено й у романі М. Булгакова «Біла гвардія»).
- У серпні 2021 року тут зняли одну зі сцен для найкасовішого індійського фільму «RRR»[10].

## Гостьова книга палацу
У Маріїнському палаці присутня гостьова книга, де почесні гості України залишають свої пам'ятні написи.